# Atherigona
Atherigona is een geslacht van insecten uit de familie van de echte vliegen (Muscidae), die tot de orde tweevleugeligen (Diptera) behoort.

## Soorten
- A. humeralis (Wiedemann, 1830)
- A. laevigata (Loew, 1852)
- A. naqvii Steyskal, 1966
- A. orientalis Schiner, 1868
- A. pulla (Wiedemann, 1830)
- A. soccata Rondani, 1871
- A. theodori Hennig, 1963
- A. varia (Meigen, 1826)
- A. yorki Deeming, 1971